# Renate Langer
Renate Langer (* 20. Mai 1956 in München) ist eine ehemalige deutsche Schauspielerin sowie ein Fotomodell.

## Leben
Renate Langer wurde während ihrer Schulzeit am Willi-Graf-Gymnasium in München, wo sie die mittlere Reife erwarb, als Fotomodell entdeckt. Eine erste kleine Spielfilmrolle hatte sie unter dem Namen Renee Langer in Roman Polańskis Komödie Was?, danach war sie häufig in Teeniefilmen zu sehen, darunter als zeitweilige Partnerin von Thomas Ohrner in Ein dicker Hund. Sie nahm privaten Schauspiel-, Sprach- und Gesangsunterricht, drehte zahlreiche Werbefilme und arbeitete in der Synchronisation.
In den 1980er-Jahren war sie in Zeitschriften wie Playboy, High Society, Superstar, Pleasure und Sexy abgebildet. Eine kleine Nebenrolle in Robert van Ackerens Die Venusfalle war ihr bisher letztes Filmengagement. Außerdem hatte sie kleine Rollen in Fernsehserien wie Das Traumschiff, Kir Royal, Die Schwarzwaldklinik und SOKO 5113.
Im September 2017 zeigte Langer den Regisseur Roman Polański bei der Schweizer Polizei an. Er habe sie 1972 vergewaltigt, als sie sich bei ihm in Gstaad um eine Filmrolle beworben habe. Später habe er sich dafür entschuldigt und ihr eine kleine Rolle in seinem Film Was? angeboten, die sie annahm.

## Filmografie
- 1972: Was? (Che?)
- 1975: So oder so ist das Leben
- 1978: Das Love-Hotel in Tirol
- 1978: Hurra, die Schwedinnen sind da
- 1978: Summer Night Fever
- 1978: Melody in Love
- 1979: Disco-Fieber
- 1980: Schulmädchen-Report 13. Teil: Vergiß beim Sex die Liebe nicht
- 1980: Flitterwochen
- 1980: Zärtlich aber frech wie Oskar
- 1981: Ein Kaktus ist kein Lutschbonbon
- 1982: Ein dicker Hund
- 1983: Die Story
- 1984: Der Mann, der keine Autos mochte (Fernsehserie)
- 1984: Eis am Stiel 5 – Die große Liebe
- 1985: Das Wunder
- 1985: Die Schwarzwaldklinik (Fernsehserie, Folge Die Heimkehr )
- 1985: Ein Sommernachtstraum (Video)
- 1986: SOKO 5113 (Fernsehserie, Folge Finderlohn, Teil 1)
- 1986: Kir Royal (Fernsehserie, Folge Muttertag)
- 1986/87: Das Traumschiff (Fernsehserie, vier Folgen)
- 1987: Heiße Nächte in St. Tropez (Police des mœurs)
- 1987: Sentimental Journey (Fernsehen)
- 1988: Zur Freiheit (Fernsehserie, Folge Fata Morgana)
- 1988: Der Schwammerlkönig (Fernsehserie, Folge  Mal eng – mal breit)
- 1988: Die Venusfalle
- 1990/91: Ein Schloss am Wörthersee (Fernsehserie)
- 1991: Zwei Münchner in Hamburg (Fernsehserie, Folge Die Erbschaft)
- 1995: Frauenarzt Dr. Markus Merthin (Fernsehserie, Folge Beziehungen)
- 1996: Derrick (Fernsehserie, Folge Mordecho)
- 2007: Aktenzeichen XY (Fernsehserie, eine Folge)